# مارتین رگالی
مارتین رگالی (انگلیسی: Martin Regáli؛ زادهٔ ۱۲ اکتبر ۱۹۹۳) بازیکن فوتبال اهل اسلواکی است.
از باشگاه‌هایی که در آن بازی کرده‌است می‌توان به باشگاه فوتبال کورتریک اشاره کرد.
وی همچنین در تیم ملی فوتبال اسلواکی بازی کرده‌است.